# Рогова, Ольга Ильинична
Ольга Ильинична Рогова (Шмидт-Москвитинова, урожд. Москвитинова; в первом браке — Шмидт, псевдоним — О. Далматова; (1851, Петербург — 1921, Симферополь) — русская детская писательница, переводчица, автор исторических романов для юношества, рассказов и сказок для детей, пересказов классических произведений.

## Биография
В 1870-е годы сотрудничала в журналах «Семья и школа», «Педагогический листок». Детские произведения Роговой пользовались большим спросом, много раз переиздавались, печатались в лучших издательствах (например, у Сытина) с цветными иллюстрациями видных художников своего времени — Михаила Микешина, Николая Каразина, Леона Бакста и др.
Была замужем дважды (очевидно, первый раз получила развод), оба раза меняла фамилию и подписывала произведения новым именем. Как отмечает Константин Богданов, в издании Б. Хеллман «Сказка и быль» (М., НЛО, 2016) указаны неверные данные о смене фамилий.
Согласно воспоминаниям своего сына Дмитрия, вместе с дочерью Екатериной и её новорожденной дочерью Ольгой была замучена большевиками в Симферополе в 1921 году после ухода Добровольческой Армии.

### Семья
Всего родила 11 детей, но 5 умерли в младенчестве.
- 1-й муж[6]: Шмидт, Юлий Александрович (16.1.1844 — 14.7.1910) — генерал-майор, геодезист, астроном[7]. Их сын:
  - Шмидт, Пётр Юльевич (1872—1949) — выдающийся русский зоолог и ихтиолог, профессор, ученый секретарь Тихоокеанского комитета АН СССР.
- 2-й муж: Рогов, Павел Игнатьевич (1833—1892) — российский педагог, публицист и историк. Их дети:
  - Николай (11.12.1880, СПб. — 5.10.1942, Москва). Окончил ЭТИ (1907), получил квалификацию инженера-электрика 2-го разряда, служил младшим механиком Управления Московского Городского Телеграфа. После начала Первой мировой войны прошёл четырёхмесячную краткосрочную подготовку прапорщиков военного времени в Николаевском инженерном училище (ноябрь 1914), сражался на германском фронте, был ранен в грудь, награждён тремя орденами. После революции остался в советской России. В Гражданскую войну воевал в Красной армии, был начальником штаба обороны Одессы (1918) и помощником начальника обороны Екатеринослава (1919)[6][8].
  - Екатерина (? — 1921, Симферополь). В Русско-японскую войну стала сестрой милосердия, была награждена медалью в память Русско-японской войны, в Первую мировую войну вместе с младшей сестрой Анной продолжила служение в фронтовых и в тыловых госпиталях. По сообщению брата Дмитрия, была убита в Симферополе большевиками вместе с новорожденной дочерью Ольгой и своей матерью[6].
  - Александра (? — 1908)
  - Анна (4.5.1885 — ?). После окончания гимназии получила звание домашней учительницы (1903) и была определена на должность помощницы надзирательницы пансиона Гатчинского Сиротского института (1904—1905). Вынуждена была оставить службу по домашним обстоятельствам. С 1908 года служила помощницей надзирательницы лазарета Санкт-Петербургского Елизаветинского. института. После начала Первой мировой войны была сестрой милосердия Кауфмановской общины. Со слов Дмитрия Рогова, «сестра Нюта была учительницей математики и знала два языка <…>, мне удалось в 1919 году вывезти её в Симферополь, но во время эвакуации её уже не мог предупредить, и она потом пробралась в Москву, избегнув резни Бела Куна».[6].
  - Дмитрий , позже архимандрит Пантелеимон (Рогов) (22 марта 1888 года, Петербург — 27.12.1984)[6] — последний настоятель храма св. Александра Невского в г. Бизерта (Тунис) от Русской Православной Церкви Заграницей (РПЦЗ). С 1951 по 1952 гг. и с 1958 по апрель 1961 гг. служил в православной церкви в Тунисе. Расписал церковь фресками. Служил также в Риме. В 1954 и 1955 гг. упомянут как игумен, настоятель церкви мученицы царицы Александры в Мадриде (Испания) (домовой церкви великого князя Владимира Кирилловича) в юрисдикции Русской Православной Церкви Заграницей (РПЦЗ)[9]. До пострига был женат на Нине Антоновне Лист — падчерице министра путей сообщения К.С. Немешаева. Активно участвовал в Гражданской войне на стороне белых. Эмигрировал. Жена и дети погибли в Праге во время авианалета в 1945 году.

## В культуре
Одно из произведений Ольги Роговой (детский рассказ «Злополучная ширинка» из сборника «Слепой Домрачей»), возможно, стало источником вдохновения для пародии Аркадия Аверченко.
Рассказ Ольги Роговой начинается следующим образом:

Боярыня Марья Васильевна встала до свету, с первыми петухами. Она неслышно скользнула из-под пухового одеяла, поспешно натянула на голые ноги ичедоги — сафьянные чулки на тафтяной подкладке и с атласным верхом.— Злополучная ширинка
У Аверченко в рассказе «Неизлечимые» писатель Кукушкин приносит издателю текст, начинающийся так:

Боярышня Лидия, сидя в своем тереме старинной архитектуры, решила ложиться спать. Сняв с высокой волнующейся груди кокошник, она стала стягивать с красивой полной ноги сарафан, но в это время распахнулась старинная дверь и вошёл молодой князь Курбский.— Аркадий Аверченко. «Неизлечимые»)